# Tambak (Penukal Utara)
Tambak is een bestuurslaag in het regentschap Muara Enim van de provincie Zuid-Sumatra, Indonesië. Tambak telt 833 inwoners (volkstelling 2010).